# TuxWordSmith (software educativo)
TuxWordSmith es un juego de palabras multilenguaje similar al Scrabble (intellect) en el que los participantes juegan contra Tux, la mascota de Linux. El juego se distribuye con más de ochenta diccionarios lenguaje[i]-lenguaje[j] cortesía del proyecto xdxf. En su turno, los jugadores envían palabras en lenguaje[i] y, si la palabra es válida (aparece en el correspondiente diccionario) entonces se muestra la definición en el correspondiente lenguaje[j]. La referencia por defecto es el Diccionario Webster para el juego estrictamente inglés, el más similar al Scrabble.

## Características especiales
- Soporte para griego, chino y caracteres rusos vía unicode.
- Las distribuciones de letras están computadas dinámicamente, basadas en la frecuencia de aparición dentro de cada diccionario.
- Límite superior configurable de la longitud de las palabras usadas por el oponente Tux.
- Plataforma diseño independiente (Linux, Windows, Mac OS X, BeOS)
- El personaje Tux (Mascota de Linux) está animada.
- Las baldosas están animadas y cobran vida tras una jugada correcta.
- Panel de Configuración para el Administrador con interfaz gráfica opcional (usa WxPython)
- Modo demo/protector de pantalla.
- Muestra de fuegos artificiales opcional al inicio.
- Modos de juego para 0 (modo demo), 1 y 2 jugadores.

## Historia
Históricamente TuxMathScrabble apareció primero (sobre el 2001). Utilizando los recursos lingüísticos provistos por el proyecto xdxf fue posible crear esta aplicación "hermana" de TuxMathScrabble. De acuerdo con el autor, el propósito del proyecto no era reproducir el Scrabble, sino extender TuxMathScrabble. La primera versión de TuxWordSmith fue realizada en 2006.